# Добровольский, Иван Андреевич
Добровольский Иван Андреевич (14 апреля 1916, Марьяновка, Волынская губерния — 9 июня 1996, Кривой Рог, Днепропетровская область) — советский учёный-геоботаник, специалист по озеленению, доктор биологических наук (1980), профессор (1981).

## Биография
Родился 14 апреля 1916 года в селе Марьяновка (ныне Барановского района Житомирской области) в семье лесников в третьем поколении. Детство прошло на Полесье.
Окончив четырёхлетнюю начальную школу продолжил обучение в семилетней школе в посёлке Мархлевск. В сентябре 1933 года поступил на факультет биологии и химии Полесского педагогического института в Киеве. Работал в лаборатории и селекционной станции института.
В 1935 году, после закрытия института, переведён в Криворожский педагогический институт. Весной 1936 года участвовал в создании первого ботанического сада в центральной части Кривого Рога. В 1937 году с отличием окончил Криворожский педагогический институт и получил назначение на кафедру ботаники. В 1937—1941 годах — ассистент, преподаватель, старший преподаватель.
В августе 1941 года, после начала Великой Отечественной войны и эвакуации института, эвакуирован в Краснодарский край, где работал завучем в семилетней школе. В октябре 1941 года призван Горяче-Ключевским городским военным комиссариатом в Красную армию, прошёл боевую подготовку. Участник Великой Отечественной войны с августа 1942 года. Сержант, сапёр 212-го батальона инженерного заграждения 43-й отдельной инженерной бригады. Воевал на Южном, Юго-Западном, Сталинградском, Донском, Центральном, 1-м Белорусском фронтах. Оборонял Ростов, Краснодар, Сталинград, освобождал Донбасс, Крым, Молдавию, Польшу, Сандомир. Возводил переправы на Дону, строил дзоты и блиндажи на подступах к Волге, форсировал Днепр и Вислу. 24 апреля 1945 года при штурме городка Баутцен получил тяжёлое ранение. Потерял ногу вследствие высокой ампутации, два года проходил реабилитацию, потом ходил с протезом. В армии до июня 1946 года.
После демобилизации вернулся в Кривой Рог, где восстанавливал кафедру биологии Криворожского педагогического института и продолжил исследования в области геоботаники. С 1946 года — старший преподаватель, заведующий кафедрой ботаники. Совместно с киевским учёным-лесоводом С. И. Иванченко и В. И. Чепурновым создал уникальную зелёную зону недалеко от станции Долгинцево — Долгинцевский дендропарк.
В 1952 году защитил кандидатскую диссертацию, посвященную изучению растительности Кривого Рога и Гуровского леса. В 1953 году присвоено звание доцента. Депутат Криворожского городского совета.
В конце 1970-х годов работал над докторской диссертацией «Экологобиогеоценоточные основы оптимизации техногенных ландшафтов степной зоны Украины путём озеленения и облесения». В процессе работы собрал большой материал о воздействии промышленных загрязнений атмосферы на почвы и растения, разработал пути улучшения условий для их роста на Криворожье.
26 декабря 1980 года Президиумом Высшей аттестационной комиссии СССР присуждена степень доктора биологических наук. В 1981 году присвоено звание профессора.
До 1996 года работал деканом факультета природоведения.
Умер 9 июня 1996 года в городе Кривой Рог, где похоронен на кладбище Центрально-Городского района.

## Научная деятельность
Автор более 200 научных трудов и многочисленных статей по геоботанике и лесоводству в сборниках академических изданий и научных журналах. Был членом проблемного научного совета Академии наук УССР, возглавлял криворожскую группу Украинского ботанического общества. Выступал на научных конференциях и симпозиумах, печатался в местной периодической печати.
В соавторстве с профессором Киевского национального университета А. Л. Липой написал учебник по геоботанике, по которому учились все студенты естественных факультетов УССР.
Изучал особенности развития древесных насаждений вблизи промышленных объектов завода «Криворожсталь», возможности рекультивации повреждённых горными работами земель. Его докторская диссертация стала фундаментом по озеленению отвалов, шламохранилищ, промышленных площадок горно-металлургического производства. Разрабатывал элементы агротехники облесивания отвалов и шламохранилищ. Искал, экспериментировал и исследовал с породами деревьев и кустарников, развивающиеся лучше под влиянием промышленного загрязнения и противодействующим запылению атмосферы. На счету учёного десятки уникальных деревьев, выращенных на Криворожье. Он подготовил характеристики почти на пятьдесят видов флоры.
За время преподавательской деятельности в Криворожском педагогическом институте подготовил более трёх тысяч специалистов-биологов, многие из которых стали педагогами и учёными, среди которых доктора и кандидаты наук, доценты и профессора.
Со студентами Криворожского педагогического института совершил пешие экспедиции по Приднепровским степям и Крымским горам. Руководил студенческой практикой в Давыдовском парке и Карпатских горах. Вместе с учениками заложил новый второй ботанический сад Криворожского педагогического института на 98-м квартале в Кривом Роге.

## Награды
- дважды орден Красной Звезды;
- орден Отечественной войны 1-й и 2-й степени;
- Почётный знак «За отличные успехи в области высшего образования СССР»;
- Медаль Макаренко — за достижения в области образования и педагогической науки Министерством образования УССР;
- Заслуженный работник высшей школы Украинской ССР (1980);
- Отличник народного образования Украинской ССР;
- медаль «100 лет со дня выхода книги «Русский чернозём» В. В. Докучаева» (1985), которую вручил президент Всесоюзного общества почвоведов В. А. Ковда.

## Память
- Имя в книге Трудовой славы Днепропетровской области.
- В Криворожском государственном педагогическом университете на кафедре ботаники открыта именная аудитория профессора Добровольского, где установлена памятная доска и организован уголок личных вещей.